# Woods Bagot

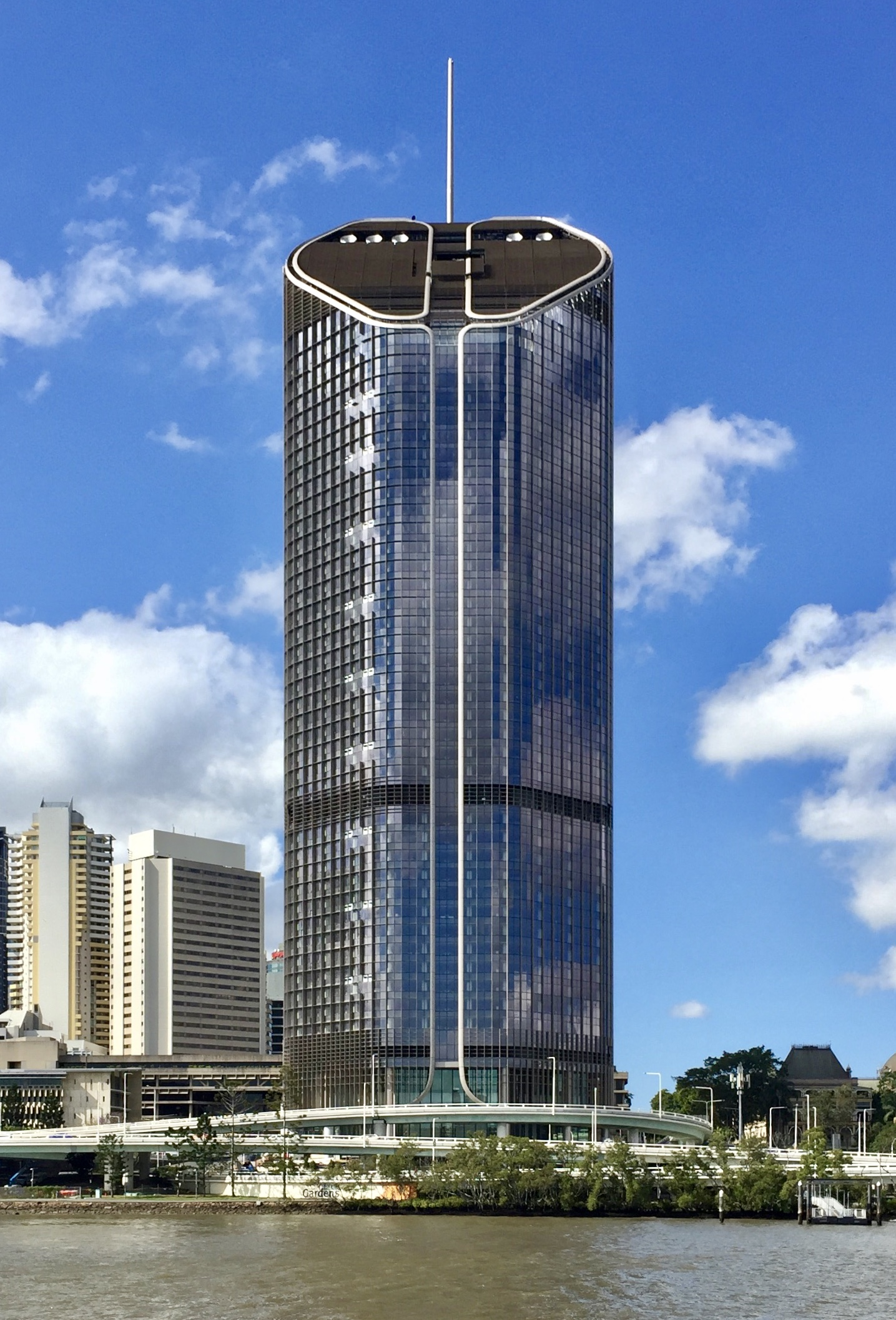
1 William Street

Woods Bagot est un cabinet d'architecture basé en Australie qui emploie plus de 850 personnes.
L'agence a conçu certains gratte-ciel tels que The Residences Tower W3 en 2007 à Dubai,  The Index en 2010 à Dubai, le 1 William Street en 2016 à Brisbane en Australie, la Telkom Landmark Tower 2 à Jakarta en Indonésie en 2017